# Hans Hartig
Hans Hartig (ur. 6 października 1873 w Karwinie, zm. 14 lutego 1936 w Berlinie) – niemiecki malarz, rysownik, grafik. 

## Życiorys
Urodził się w małej miejscowości Karwin na Pomorzu (obecnie wieś w powiecie białogardzkim, w województwie zachodniopomorskim) w rodzinie protestanckiego pastora Hermanna Hartiga i Idy Lemcke, córki majętnego mieszczanina i ziemianina. W 1879 rodzina zamieszkała w Stolzenhagen/Stołczynie pod Szczecinem (obecnie dzielnica Szczecina). Już wtedy młody Hans zafascynowany pejzażami Odry zaczął rysować to, co widział. Uczył się w szczecińskim Gimnazjum Miejskim w latach 1884 i 1886-1893, tam ćwiczył się w rysowaniu motywów portowych. W 1894 po zdaniu matury w Gartz  podjął studia na fakultecie chemii w Berlinie. Wkrótce porzucił ten kierunek i rozpoczął naukę jako wolny słuchacz w klasie pejzażu na berlińskiej Akademii Sztuki.  Po odbyciu rocznej służby wojskowej w Szczecinie powrócił wraz z rodziną do Berlina. Kontynuował kształcenie w zakresie malarstwa plenerowego. Kiedy jego mistrz Eugen Bracht, prekursor malarstwa pejzażowego,  przeniósł się do Drezna, Hartig podążył za nim, by studiować pod jego okiem.  W roku 1906 na stałe zamieszkał w Berlinie. Jednak  przez cały czas utrzymywał kontakt ze Szczecinem i Pomorzem, przebywał w Gartz (obecnie Niemcy), w Gryficach, Trzebiatowie, na Wolinie. W 1912 roku po raz pierwszy wybrał się do Nowego Warpna, które od tego czasu stało się ulubionym miejscem jego plenerów. 
Odwiedzał też Hamburg i podróżował na wyspę Helgoland.  W 1916 został współorganizatorem i członkiem założonego w Szczecinie  Stowarzyszenia Artystów Pomorskich. W roku 1932 otrzymał honorowe wyróżnienie Związku Artystów Berlińskich.  

## Twórczość
Pierwszym dużym sukcesem Hartiga był udział w Wielkiej Wystawie Berlińskiej w 1901 roku. Wystawiony tam  pejzaż przedstawiający dolinę Odry został zakupiony przez berlińską Galerię Narodową. W 1910 na tejże corocznej wystawie zdobył nagrodę Królewsko-Pruskiej Akademii Sztuk Pięknych za obraz przedstawiający nadmorski jesienny ogród. Ta nagroda umożliwiła mu studyjny pobyt na wyspie Sylt w 1911. Hartig brał udział w wielu wystawach w Niemczech i za granicą. W 1914 dostąpił zaszczytu oprowadzania po Wielkiej Wystawie Berlińskiej cesarza Wilhelma II. Stał się uznanym i cenionym malarzem, został członkiem jury wymienionej Wystawy.
Ulubioną tematyką obrazów Hartiga były pejzaże i marynistyka. Malował widoki portowe pełne łodzi i statków. Jego pejzaże ukazują Dolinę Odry, wybrzeże Bałtyku i Zalewu Szczecińskiego, a także wyspę Sylt. Malował również widokówki, wykonywał ilustracje do książek. W 1912 zwyciężył w konkursie zorganizowanym przez koleje państwowe na litografię artystyczną, która miała dekorować przedziały w pociągach. 
Malował pomorskie miasteczka i ich zabytkową architekturę. W 1927 roku otrzymał tytuł honorowego obywatela Nowego Warpna. W podziękowaniu za honorowe obywatelstwo twórca podarował miastu swój pejzaż Wietrzny jesienny wieczór w Nowym Warpnie  z osobistą dedykacją napisaną ołówkiem na ramie: „Obraz przekazany pięknemu Nowemu Warpnu przez Hansa Hartiga w dowód wdzięczności za przyznanie tytułu honorowego obywatela”.  W 1945 roku obraz zaginął.  Zakupił go w berlińskim antykwariacie historyk sztuki Hartmut Pätzke, który przekazał obraz burmistrzowi Nowego Warpna, kiedy dowiedział się o postawieniu w mieście pomnika malarza. Hartig zaprojektował w Nowym Warpnie część ratusza z małą wieżą. W centralnym miejscu Nowego Warpna znajduje się obecnie brązowy posąg upamiętniający Hansa Hartiga. Został wykonany przez rzeźbiarza Bohdana Ronin-Walknowskiego i odsłonięty 12 czerwca 2013 roku.  
Prace Hartiga były sprzedawane w Europie i w Ameryce Północnej. Spopularyzował własną twórczość, wykonując graficzne reprodukcje swych dzieł. Do jego najbardziej znanych dzieł należy zimowy widok starego drewnianego Mostu Kłodnego w Szczecinie oraz przedstawienie starej stoczni w Nowym Warpnie. W swoich obrazach starał się oddawać charakter i specyfikę malowanego pejzażu, uchwycić nastrój i odczucia wywoływane przez malowany motyw. 
Własnej rodziny nie założył. Pod koniec życia, chory na serce, ograniczył swoją aktywność artystyczną. Zmarł w swoim domu w Berlinie-Schöneberg. Jego obrazy znajdują się m.in. w Muzeum Narodowym w Szczecinie.